# Bahnkraftwerk Frankfurt
Das Bahnkraftwerk Frankfurt war ein von 1966 bis 1995 als Heizkraftwerk betriebenes Kohlekraftwerk in Frankfurt am Main, gelegen in der Gutleutstraße.

## Geschichte
Es versorgte im Raum Frankfurt das Bahnstromnetz, sowie, über ein Fernheiznetz, alle größeren Wärmeverbraucher der Deutschen Bundesbahn im Bereich des Frankfurter Hauptbahnhofes. Es ersetzte das an gleicher Stelle stehende „Fernheizwerk 2“ sowie das ehemalige „Fernheizwerk 1“ in der Mannheimer Straße.
2005 wurden die Kraftwerksanlagen abgerissen. Seitdem liegt das Gelände an der Gutleutstraße 330–332 brach.

## Ehemaliges „Fernheizwerk 2“
Nach der Eröffnung des Frankfurter Hauptbahnhofes 1888 wurde zwei Jahre später 1890 ein Pumpwerk zur Versorgung der Dampflokomotiven mit Kesselspeisewasser in Betrieb genommen. Hierbei wurde das Wasser aus dem Main über 6 dampfbetriebene Kolbenpumpen, dem Mainwasser-Pumpwerk, in einen 800 m³ fassenden Wasserturm gepumpt, von wo aus es dem Versorgungsnetz für Speisewasser zur Verfügung stand. Bis 1920 wurde darüber hinaus mit einer zusätzlichen Pumpe das Druckwassernetz gespeist, mit dem die damals hydraulischen Aufzüge im Frankfurter Hauptbahnhof betrieben wurden.
1915 wurde damit begonnen, das Pumpwerk zu einem Heizkraftwerk auszubauen. Hierzu wurden die drei handbefeuerten Flammrohrkessel gegen drei Garbe-Wasserrohr-Kessel (13,5 atü, 10 t/h, Überhitzung 350 °C) getauscht, sowie zwei Dampfturbinen mit je 1750 kW, 50 Hz Drehstrom (6,6 kV), als auch eine Großfilteranlage (Kiesfilter) zur Reinigung des Speisewassers, eingebaut. Auch wurden die Pumpen auf elektrischen Antrieb umgestellt. Die Aufgabe des neuen Kraftwerkes war zunächst die Stromversorgung des neu errichteten Ausbesserungswerkes Nied. Aufgrund der nur werktags vorhandenen Abnahme von Strom im Ausbesserungswerk und der damit verbundenen Außerbetriebsetzung des Kraftwerkes an jedem Wochenende, arbeitete dieses jedoch sehr unwirtschaftlich. Da die Turbinen und Kesselarmaturen im Zuge von Reparationsleistungen 1924 abgegeben werden mussten, wurde die Stromversorgung des Ausbesserungswerkes auf die Mainkraftwerke Höchst umgestellt. 1926 wurde mit Hilfe der vorhandenen Kesseln die noch betriebenen Pumpanlage zum „Fernheizwerk 2“ ausgebaut, welche das „Fernheizwerk 1“ im Heizbetrieb unterstützte und damit ab 1927 einen Betrieb von Heizlokomotiven im Frankfurter Außenbahnhof überflüssig machte. 1956 und 1960 wurden die Garbe-Kessel gegen die später als Kessel 1 und 2 bezeichneten Borsig-Strahlungskessel ausgetauscht, wodurch das „Fernheizwerk 1“ außer Betrieb genommen werden konnte. Das „Fernheizwerk 2“ versorgte damit bis zum Umbau zum „Heizkraftwerk Frankfurt am Main“ das gesamte Hauptbahnhofsgelände mit allen Gebäuden, die Zugvorheizanlagen, die Bahnbetriebswerke 1–3, die Ämtergebäude, die Übernachtungsgebäude und die Gasanstalt.

## Umbau zum „Heizkraftwerk Frankfurt am Main“
Im Zuge des steigenden Heizdampfbedarfs auf rund 80 t/h im Winter, mit der Posthalle als zusätzliche Verbraucher, sowie der voranschreitenden Elektrifizierung der Bahnstrecken im Frankfurter Raum entstand für die Deutsche Bundesbahn die notwendige Voraussetzung, eine zentrale Bahnstromversorgung in Form eines Heizkraftwerkes (Wärme-Kraft-Kupplung) einzuführen. Als Folge wurde 1962 mit der Planung eines Heizkraftwerkes auf dem Gelände des „Fernheizwerkes 2“ begonnen. Dabei wurden folgende Anforderungen an das Heizkraftwerk gestellt:
Während der Wintermonate:
- Versorgung des Großknotenpunktes Frankfurt (Main) mit Turbinenabdampf (7 atü) zu Heizzwecken (mind. 132 t/h)
- Erzeugung von Bahnstrom bis zu 12 MW bei 16 2/3 Hz im Vorschaltbetrieb.

Während der Sommermonate:
- Erzeugung von Frischdampf für Heizzwecke (mind. 25 t/h)
- Erzeugung von Blindstrom mit dem Bahnstromgenerator (Phasenschieberbetrieb)

Im gleichen Jahr wurde dem Entwurf stattgegeben und mit dem Umbau begonnen. Hierbei wurden der letzte Garbe-Kessel ausgebaut und durch zwei neue Borsig-Strahlungskessel (Kessel 3 und 4) ersetzt. Da in den jeweiligen Heizperioden die Funktionsfähigkeit der Heizanlage trotzdem garantiert sein musste, wurde das alte Kesselhaus in mehreren Abschnitten abgerissen, damit immer jeweils zwei Kessel (1962/1963: Kessel 1 und 2, 1963/1964: Kessel 4, 1964/1965: Kessel 3 und 4) zur Dampferzeugung zur Verfügung standen. Hierbei wurden die Kessel bereits in Betrieb genommen, obwohl Teile des neuen Kesselhauses noch nicht fertig gebaut waren. So mussten 1963/1964 Heizlüfter im Kesselhaus aufgebaut werden, um ein Einfrieren der Kesselarmaturen zu verhindern, da eine der Seitenwände noch nicht verglast und mit Brettern verdeckt war. In den Sommermonaten dagegen wurde das Fernheizwerk ganz stillgelegt. Im Dezember 1966 wurde das Heizkraftwerk komplett in Betrieb genommen und Strom in das Bahnstromnetz geliefert. Mit Heizdampf wurden beliefert:
- der Hauptpersonenbahnhof Frankfurt (Main)
- der Hauptgüterbahnhof Frankfurt (Main)
- die Hauptverwaltung der Deutschen Bundesbahn an der Friedrich-Ebert-Anlage
- der Verwaltungsbau Bundesbahndirektion Frankfurt (Main)
- die Posthalle
- die Bahnbetriebswerke 1–3
- das Bahnbetriebswagenwerk
- das Ausbesserungswerk Frankfurt (Main)
- die Bahnmeisterei
- das Zentralstellwerk „Ff“, sowie Stellwerk „Fzf“ und „Fa“[2]

1986 wurde eine Rauchgasentschwefelungsanlage nachgerüstet und die Feuerung von Kohle auf Öl umgestellt.
Durch die Privatisierung 1994 wurde das Heizkraftwerk in seiner Größe und Eigenständigkeit zunehmend unrentabel, besonders, da in nächster Nähe das Heizkraftwerk West als Dampf- und Stromlieferant in Frage kam. 1995 wurde das Heizkraftwerk daraufhin stillgelegt und 2005 abgebrochen.